# 케르만 셀주크 술탄국
케르만 셀주크 술탄국(Kerman Seljuk Sultanate, 페르시아어 : سلجوقیان کرمان Saljūqiyān-i Kerman)는 페르시아(Persia) 수니파(Sunni Muslim) 국가로,  케르만(Kerman)과 마크란(Makran)에 세워졌으며, 부와이흐 왕조(Buyid dynasty)부터 오구즈 튀르크(Oghuz Turks) 계통의 셀주크 왕조(Seljuk dynasty)가 건설한 셀주크 제국(Seljuk Empire)에 의해 정복되었다. 케르만 셀주크 왕조 건국자 에마데딘 카라 아르슬란 아흐마드 카부르트(Emadeddin Kara Arslan Ahmad Qavurt)는 부와이흐 왕조 통치자 아부 칼리자르 마르주반(Abu Kalijar Marzuban)의 항복 이후에 군주를 계승하였다. 이 시기 처음에는 케르만에 독립국이 수립되었으나, 마침내 150년 뒤에 오구즈 튀르크(Ghuzz)의 지도자 말릭 디나르(Malik Dinar)가 침략하면서 케르만 셀주크 술탄국은 멸망하였다.
정부는 케르만과 마크란에 최초로 강력한 지역 정부를 수립하였고, 정치적 치안적 안정성과 더불어 정부는 경제적 번영을 이룰 수 있었다. 실크로드(Silk Road)가 티즈(Tiz), 호르무즈(Hormuz), 키시(Kish) 항구의 번영과 함께 성장한 것이 이 시기였다. 그리고 중요한 경제 경로 고속도로로서 이 국가는 그것이 만든 조건에서 엄청난 부를 활용할 수 있었다. 이 시기 과학적 사회적 조건에 관하여 무함마드 샤 2세(Muhammad-Shah II)와 같은 샤(Shah)들의 노력과 함께, 과학적 문화적 중심지들은 케르만에 세워졌고, 이러한 활동들과 함께 주요 과학중심지에서 멀리 떨어진 케르만은 이란고원 동남지역에서 과학의 중심이 되었다. 게다가 케르만과 마크란은 셀주크 치하에서 농업과 축산업이 성장했고, 상업과 교역이 발전하면서 경제적 사회적 조건이 향상되었다.

## 셀주크 왕조 초기 역사
셀주크 왕조는 오구즈 튀르크의 키닉(Kınık, 혹은 Qynyk) 일파에서 유래하였다. 키닉은 9세기 오구즈 연합의 야브구(Yabghu) 칸국(Khaganate) 내 카스피해(Caspian Sea)와 아랄해(Aral Sea) 북쪽에 있는 무슬림 세계 주변에 살았다. 그곳은 투르케스탄(Turkestan)의 카자흐 스텝(Kazakh Steppe)에 속하였다. 10세기, 다양한 사건들로 인해 오구즈 튀르크는 무슬림 도시들과 접촉하였다.
셀주크 가문의 리더인 셀주크 왕조가 오구즈의 최고 족장 야브구와 사이가 틀어지면서, 그는 가문을 토쿠즈-오구즈(Tokuz-Oghuz) 덩어리에서 떼어냈고, 저지대 시르다리야(Syr Darya) 서안에 진을 쳤다. 985년경, 셀주크는 이슬람으로 개종했다. 11세기, 셀주크는 오랜 고향에서 페르시아(Persia) 쿠라산 주(province of Khurasan)로 이주하였다. 이곳에서 가즈나 왕조(Ghaznavid empire)와 조우하였다. 1025년, 오구즈 튀르크의 4만 가문은 코카서스 알바니아(Caucasian Albania) 지역으로 이주했다. 1035년, 셀주크는 나사 전투(Battle of Nasa)에서 가즈나 왕조를 무찔렀다. 투그릴(Tughril), 차그리(Chaghri), 야브구는 총독 휘장, 토지 소유권을 받았고, 데칸(dehqan)이라는 칭호를 받았다. 단다나칸 전투(Battle of Dandanaqan)에서 이들은 가즈나 군대를 격파하였고, 1050년 혹은 1051년 투그릴의 이스파한(Isfahan) 포위가 성공한 후, 이들은 이후에 셀주크 제국(Great Seljuk Empire)으로 불리는 국가를 세웠다. 셀주크는 지역 인구를 혼합하였고, 이후 수십 년 동안 페르시아문화와 페르시아어를 채용하였다.

## 알프 아르슬란의 유지
1072년, 알프 아르슬란(Alp Arslan)이 사망했다. 그는 사망 전, 왕위를 차남 말리크 샤 1세(Malik Shah I)에게 양위했다. 알프 아르슬란 역시 왕위 전쟁을 우려했다. 장남 아야즈(Ayaz)와 형제 카부르트(Qavurt)가 왕위를 노리는 대상자였다. 타협안으로 알프 아르슬란은 아야즈와 카부르트에게 많은 권한을 줬다. 또한 카부르트는 자신이 사망하면 자신의 아내와 결혼하도록 유지를 남겼다.

## 카부르트의 난
왕위를 계승한 말리크 샤는 17~18세에 불과했다. 아야즈는 문제가 없어보였으나, 카부르트의 반란에 직면하였다. 고위 관료 니잠 알 물크(Nizam al-Mulk)는 어린 말리크 샤의 통치 기간 동안 사실상 카부르트가 제국의 군주가 되었다는 것에 더 걱정하였다. 카부르트의 군대는 작지만, 말리크 샤의 군대 중 오구즈 튀르크 장교들이 대개 카부르트를 지지하였다. 말리크 샤와 니잠 알 물크는 비 튀르크 연대를 셀주크 군대에 편입시켰다. 아르투크 왕조(Artukids)도 말리크 샤를 지지했다. 1073년 5월 16일, 하메단(Hamedan) 인근 케르즈 아부 둘라프 전투(Battle of Kerj Abu Dulaf)에서 양측은 충돌하였다. 이곳은 지역명으로 케르츠 카프(Kerç kapı), 혹은 케르츠(Kerec)로 불렸다. 말리크 샤는 카부르트의 군대를 패배시켰다. 카부르트는 탈출했지만 곧 체포되었다. 처음 말리크 샤는 숙부를 용서하려 했지만, 니잠 알 물크의 설득에 카부르트와 네 아들을 처형했다. 후에 말리크 샤는 카부르트 일파로 추정되는 튀르크 지휘관 대부분을 죽였다.

## 전복
1183년, 바람 샤(Bahram-Shah)의 아들 무함마드 샤(Muhammad-Shah)는 그의 숙부 투란 샤(Turan-Shah)의 왕위를 계승하였다. 그의 즉위 당시 케르만은 오구즈 튀르크에 의해 파괴되었다. 케르만의 파괴로 인해 바르다시르(Bardasir)는 사실상 거주가 불가하였고, 무하마드 샤는 이란 밤(Bam)으로 천도하였다. 1186년, 무하마드 샤는 오구즈 튀르크를 제압하지 못하였고, 그는 밤을 버리고 케르만에서 벗어났다. 오구즈 추장 말리크 디나르(Malik Dinar)는 재빠리 케르만의 통치를 장악하였다.
무하마드 샤는 처음 케르만 재수복을 위한 외국의 도움을 받기를 받았고, 파르스(Fars)와 이라크(Iraq)를 여행하며 도움을 요청했다. 또한 호라즘샤(Khwarezmshah) 테키쉬(Tekish)의 도움을 요청하였다. 그러나 결국 그는 케르만 수복에 필요한 도움을 받을 수 없다는 것을 깨달았다. 그는 구리드 제국(Ghurid Empire)으로 가서 구리드 술탄을 섬기며 살다가 생을 마감했다.

## 케르만의 셀주크 군주
틀:History of the Turks pre-14th century
케르만(Kerman)은 남 페르시아의 주(province)였다. 1053~1154년 사이, 케르만 영역은 움만(Umman) 즉 오만(Oman)을 포함했다.
- 카부르트(Qavurt, 1041–1073)
- 케르만 샤(Kerman Shah, 1073–1074)
- 술탄 샤(Sultan Shah, 1074–1075)
- 후사인 오마르(Hussain Omar, 1075–1084)
- 투란 샤 1세(Turan Shah I, 1084–1096)
- 이란샤 이븐 투란샤(Iranshah ibn Turanshah, 1096–1101)
- 아르슬란 샤 1세(Arslan Shah I, 1101–1142)
- 무함마드 1세(Muhammad I, 1142–1156)
- 투그룰 샤(Tuğrul Shah, 1156–1169)
- 바람 샤(Bahram-Shah, 1169–1174)
- 아르슬란 샤 2세(Arslan Shah II, 1174–1176)
- 투란 샤 2세(Turan Shah II, 1176–1183)
- 무함마드 샤(Muhammad Shah, 1183–1187)

무함마드는 말리크 디나르 오구즈 추장이 함락한 케르만을 버렸다. 1196년, 케르만은 결국 호라즘 제국(Khwarezmid Empire)에 합병되었다.
틀:Kerman Seljuk Sultanate Family Tree